# 금양그린파워
금양그린파워(Kumyang Green Power Co. Ltd.)는 신재생에너지 사업을 하는 대한민국의 글로벌 그린에너지 솔루션기업이다.

## 사업
국내외 화공 및 산업 플랜트 전기공사 사업, 신재생에너지 설계 및 플랜트 발전소 경상정비 등 용역 사업을 영위하며 2024년 사우디 아람코의 석유 화학단지 건설 프로젝트로에서 전기 공사를 담당한다

## 같이 보기
- 대명에너지
- 일진파워
- 금화피에스시
- SGC에너지

## 참고문헌
1. ↑  신재생 에너지부터 친환경 설비까지… 금양그린파워, 글로벌 경쟁력 박차, IUSM, 2023년 10월 12일
2. ↑  흑자전환 금양그린파워, 수익성·유동성 강화, 더벨, 2023년 11월 16일
3. ↑  특징주 금양그린파워, 10대 총수 600조 네옴시티 총력전에 아람코 입찰자격 획득까지 부각 ‘강세’, 이데일리, 2023년 9월 15일
4. ↑  정수천, 금양그린파워, 사우디 아미랄 공사 640억 규모 수주, 이투데이, 2024-11-28